# José Rosendo Gutiérrez
José Rosendo Gutiérrez (La Paz, 1 de marzo de 1840-ibídem, 22 de septiembre de 1883) fue un poeta y doctor en Derecho y Ciencias Políticas boliviano que recopiló gran parte de la historia de Bolivia durante el periodo de Melgarejo, y así fue como logró edificar la primera biblioteca especializada que contaba con estudios bibliográficos y bibliométricos de Bolivia.

## Biografía
José Rosendo Gutiérrez nació en La Paz, el 1 de marzo de 1840 y falleció en la misma ciudad el 22 de septiembre de 1883.
Fue historiador, periodista, político, papelista, dramaturgo, diplomático, periodista y docente. 

## Trayectoria
Estudió en el Seminario Conciliar de San Jerónimo, en el Ateneo de La Paz y en la Universidad Mayor de San Andrés. 
En 1860 fue nombrado inspector general de Instrucción Primaria, y posteriormente profesor del Ateneo "Bolívar" y del Colegio Nacional Ayacucho. También se desempeñó como catedrático de Derecho Civil en la Facultad de Leyes.
En 1863, 1864, 1870, fungió como diputado durante el gobierno de Mariano Melgarejo. Durante esos años, defendió el Tratado con Brasil y fue miembro de la Comisión Investigadora de Títulos de la República para las cuestiones de límites. 
También se desempeñó como diplomático en Chile y, tras la caída de Melgarejo, continuó su carrera política como diputado en la Constituyente de 1877 y como secretario personal del presidente Hilarión Daza.  
Murió el 22 de septiembre de 1883.  
Actualmente, su biblioteca privada forma parte del acervo de la biblioteca central de la Universidad Mayor de San Andrés.  

## Algunas obras
- Maldición y superstición (1857)
- Cantos al pie del Illimani (1859)
- Itúrbide o ambición y amor (1862)
- Rosas secas (1875)
- Datos para la bibliografía boliviana (1875)
- Documentos inéditos para la historia nacional (1879)[3]
- Documentos para la historia antigua de Bolivia sacados de la biblioteca de J. R. Gutiérrez: Documentos inéditos para la historia nacional, sitios de La Paz y el Cuzco, 1780-81 (1879)[4]

## Epónimos
- Una calle del tradicional barrio de Sopocachi en La Paz lleva su nombre.
- El Archivo Histórico Municipal de La Paz fue bautizado en su honor.